# Eijsden (gemeente)
Eijsden (uitspraakⓘ) (Limburgs: Èèsjde) is een voormalige gemeente in het zuiden van Nederlands-Limburg, vernoemd naar de gelijknamige plaats. De gemeente is per 1 januari 2011 gefuseerd met de buurgemeente Margraten en vormt sindsdien de nieuwe gemeente Eijsden-Margraten.
De gemeente Eijsden telde 11.550 inwoners (31 december 2011, bron: CBS) en had een oppervlakte van 21,90 km² (waarvan 1,43 km² water).

## Kernen
Nadat reeds in 1943 de toenmalige gemeente Mesch geannexeerd was werd Eijsden per 1982 door herindeling uitgebreid met de naburige gemeente Gronsveld. Sindsdien maakten daardoor ook de kernen Gronsveld en Rijckholt deel uit van de gemeente.

### Dorpen en gehuchten
Aantal inwoners per woonkern op 1 januari 2005:

### Buurtschappen
Naast deze officiële kernen kende de gemeente de volgende buurtschappen:
- Breust,
- Hoog-Caestert
- Laag-Caestert
- Withuis
- Plan Noord (een vrij omvangrijke nieuwbouwbuurt uit de jaren zeventig) en
- Beezepool (gelegen tussen de oude kern van Eijsden, Poelveld en Mariadorp in).
- Poelveld (een nieuwbouwbuurt, die in bestuurlijke zin als een deel van de kern Mariadorp beschouwd kan worden).
- Nieuw Poelveld (ook een nieuwbouwwijk; de bouw begon eind 2009; ligt in het verlengde van 'Poelveld').

## Watermolens
Aan de Voer liggen in de voormalige gemeente Eijsden vijf watermolens:
- de Zaagwatermolen
- de Graanmolen van Eijsden
- de Breustermolen
- de Muggemolen
- de Meschermolen

## Oude zetelverdeling gemeenteraad
Hieronder staat de samenstelling van de gemeenteraad van 1998 tot 2006:
| Gemeenteraadszetels  | Gemeenteraadszetels | Gemeenteraadszetels | Gemeenteraadszetels | Gemeenteraadszetels |
| Partij               | 1998                | 2002                | 2006                |                     |
| -------------------- | ------------------- | ------------------- | ------------------- | ------------------- |
| Partij Groot Eijsden | 6                   | 6                   | 6                   |                     |
| PvdA                 | 4                   | 4                   | 4                   |                     |
| VVD                  | 3                   | 3                   | 2                   |                     |
| CDA                  | 2                   | 2                   | 3                   |                     |
| Totaal               | 15                  | 15                  | 15                  |                     |

## Aangrenzende gemeenten
| Aangrenzende gemeenten | Aangrenzende gemeenten | Aangrenzende gemeenten | Aangrenzende gemeenten | Aangrenzende gemeenten |
| ---------------------- | ---------------------- | ---------------------- | ---------------------- | ---------------------- |
|                        |                        | Maastricht             |                        |                        |
|                        |                        |                        |                        |                        |
|                        | Margraten              |                        |                        |                        |
|                        |                        |                        |                        |                        |
| Wezet (B)              |                        |                        |                        | Voeren (B)             |